# 李舜英
李舜英，清末谢家福虚构的金國名臣完颜希尹的次妃。
李舜英原為北宋和王趙栻之妻，靖康之变被俘，归完颜希尹，得寵。天眷二年（1139年），完颜希尹等煽動金熙宗誅殺金太祖長子完顏宗磐。完颜希尹的第三子明威将军完顏挞挞奉旨親手將完顏宗磐殺死，并在元宵節時入寡嬸（有可能指完顏宗磐的遺孀、宋徽宗長女嘉德帝姬趙玉盤）家姦淫，因此激怒了自己的妾曾氏（嘉德帝姬和前夫生的女兒）。完颜希尹回到家中，李舜英向他申訴完顏挞挞“狂暴无人理，玉盤女所弗堪”。完颜希尹發怒，痛打了完顏挞挞，完顏挞挞因此受驚生病，不久即死去。